# Стефан Драговол
Стефан Драговол, также известен как Хрельо или Хрельо Охмучевич (ум. 27 декабря 1342 года) — сербский феодал, полунезависимый правитель в регионе Северо-Восточной Македонии и горного массива Рила. Вассал сербских королей Стефана Милутина, Стефана Дечанского и Стефана Уроша IV Душана.
Он известен восстановлением Рильского монастыря в Болгарии в 1334—1335 годах.

## Биография
Хрельо впервые упоминается в 1320-х годах в качестве сербского военачальника, участвовавшего в гражданской войне в Византии. Со своим военным отрядом Хрельо прибыл на помощь византийскому императору Андронику II Палеологу. К этому времени Хрельо был правителем большого домена в регионе Штип (современная Республика Македония). В начале 1330-х годов он расширил свои владения за счёт Струмицы.
В 1334—1335 годах Хрельо восстановил церковь в Рильском монастыре и построил так называемые башни Драговола, оборонительную башню в монастыре, которая сохранилась до наших дней.
Каменная башня — 23 метров (75 футов) и имеет почти квадратный фундамент. Есть пять этажей, не считая подвала, на верхнем этаже находится церковь, посвящённая Преображению Господня. В часовне сохранились фрагменты фресок XIV века. Считается, что башня Хрельо использовалась в качестве защиты для монахов, а также для хранения ценностей, в качестве тюрьмы или места для изоляции психически больных людей. В Башне была сделана двухэтажная колокольня в 1844 году. С 1983 года башня Драговола была взята под защиту ЮНЕСКО.
Хрельо Драговол жертвовал недвижимость в долине реки Струмица в монастырь Хиландар на Афоне. Он также выделял деньги на строительство церкви Святых Архангелов в Штипе.
В конце 1330-х годов Хрельо отделился от Сербии и стал самостоятельным правителем в районе Струмицы. Он официально признал верховную власть византийского императора, но обладал большой политической самостоятельностью. Его вотчина находилась на границе Сербского царства с Болгарией и Византийской империей.
Во время новой гражданской войны в Византийской империи (1341—1347) Хрельо искал союзников на обеих сторонах. Он поддерживал Иоанна VI Кантакузина, который пожаловал ему во владение город Мелник и звание протосебастоса. Несмотря на это, Хрельо в этом конфликте преследовал свои интересы.
Летом 1342 года Иоанн VI Кантакузин понёс тяжёлые потери в гражданской войне и отступил к Стефану Урошу IV Душану в Сербию. Кантакузин согласился принести в жертву своего союзника в обмен на поддержку Стефана Уроша IV Душана. Хрельо вынужден был признать сюзеренитет Сербии и уступил город Мелник.
27 декабря 1342 года Стефан Драговол скончался в Рильском монастыре. Согласно болгарским источникам, он был убит сербскими наёмниками, нанятыми царём Стефаном Душаном. Незадолго до смерти Хрельо стал монахом под именем Харитон в этом монастыре. Он был похоронен в возрождённом им самим Рильском монастыре.
В болгарском и сербском фольклорах Хрельо прославился как союзник Кралевича Марко и защитник народа от турок-османов.